# Turistika naboso

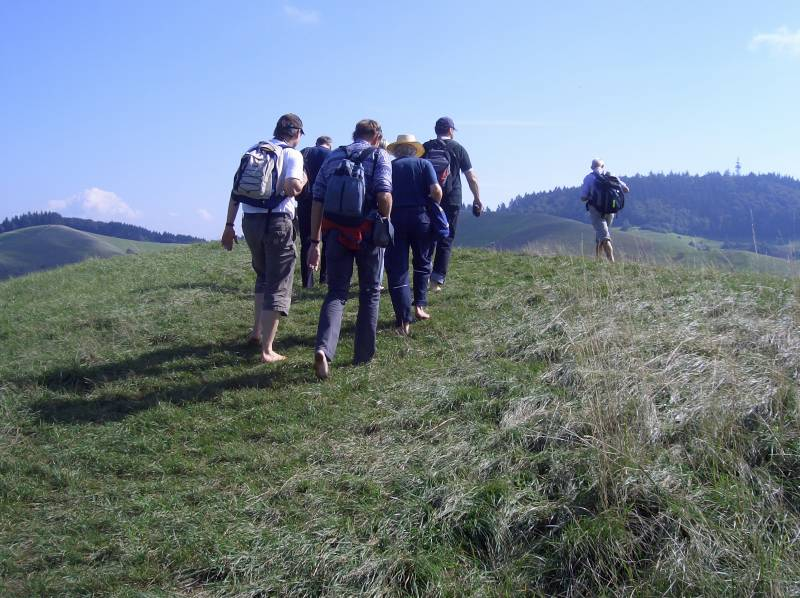
Turistika naboso

Turistika naboso (nebo též bosá turistika) je forma pěší turistiky, která je provozována naboso. Podle některých zdrojů vychází ze skutečnosti, že nošení obuvi je nepřirozené a zdravotně závadné a že turistika naboso je oproti turistice, která je provozována v botách, zdravá, pohodová a zajímavá a lidské nohy jsou pro ni evolučně vyvinuty. Pro bosou turistiku, neboli turistiku naboso existuje speciální metodika a pořádají se mnohé hromadné akce.
O zdravotních pozitivech a negativech chození naboso existuje jen velmi málo kvalitních vědeckých prací. Některé naznačují, že je chůze naboso v jistých parametrech náročnější než pohyb v botech a např. namáhá více kotník a zvyšuje riziko zranění Achillovy šlachy.

## Základní východiska
Chůze naboso podle zastánců navozuje duševní pohodu, pocit svobody a pocit splynutí s přírodou, dále může odstranit některé bolesti (např. bolesti páteře) a posílit imunitu. Přirozeným způsobem masíruje chodidla a působí na reflexní body. Nohy jsou pro chůzi naboso evolučně vyvinuty, po dvou končetinách chodili lidé již před několika miliony lety. Oproti tomu moderní obuv zná Evropa pouhých cca 500 let a ještě méně let nosí obuv všichni a všude.

## Bezpečnost
Obuv má v určitých situacích i podle zastánců chůze naboso své opodstatnění (jde o extrémní teploty, povrchy, konkrétní nepřiměřená rizika a dále o individuální zdravotní kontraindikace), avšak není nutné ji nosit vždy a všude. Pokud už je nutné mít boty, doporučují tzv. bosé (barefoot) boty, které se vyznačují následujícími parametry: bez zvýšené paty, bez podpory klenby, bez přizvenuté špičky, se širokým prostorem na prsty, s tenkou ohebnou podrážkou a s nízkou hmotností. Ze zásad bezpečnosti chůze naboso uvádějí např.: zvážení osobní připravenosti snášet nižší teploty, opatrná chůze, bezpečné prostředí, zvýšená pozornost za mokra či horka, vybavení lékárničkou a záložní obuví, apod.
Někteří jedinci provozují chůzi naboso i v extrémních podmínkách. Extrémními podmínkami pro chůzi naboso se zpravidla rozumí chůze za nepříznivých teplot (rozpálený asfalt, silný mráz a hluboký sníh apod.) a na nepříznivém povrchu (hrubý asfalt, štěrk). Existují i kurzy chůze ve střepech (glasswalking) a ve žhavém uhlí (firewalking). I pro tyto situace existují rady a postupy, které takovou chůzi naboso umožní.
Zrakově postiženým se chůze naboso doporučuje (hmatové vjemy, prožitky, nácvik vnímání při prostorové orientaci). Z povahy věci však mohou naboso chodit jen ve známém a bezpečném prostředí anebo s vidícím průvodcem, který musí zvládat jak problematiku turistiky naboso, tak průvodcovství zrakově postižených.
Plánování bosého výletu má svá specifika: jde o individuální zvážení celkové vzdálenosti a průměrné rychlosti, dále příznivých světelných podmínek (vizuální kontrola trasy) a upřednostnění trasy s přírodním povrchem před trasou s člověkem stvořeným povrchem (nevhodný je zejména štěrk a hrubý asfalt).

## Technika chůze
Z doporučení ohledně techniky chůze jmenujme např. nošení kratších nohavic, dělání kratších kroků s došlapem naplocho či nejprve na špičku, dále např. upřednostňování přírodního povrchu.

## Protinázory
Někteří lékaři a jiní odborníci chůzi naboso kritizují. Například u dětí může časté chození naboso, především na tvrdém povrchu, vést k rozvoji ploché nohy. Dle I. Slouky, autora metodiky turistiky naboso, však v pozadí často lze vystopovat komerční zájmy (např. ortoped, který má velké příjmy z prodeje ortopedických vložek) či předsudky lidí, kteří s turistikou naboso podle daných pravidel mají mizivé či dokonce žádné zkušenosti.[zdroj?]

## Organizace a spolky
V zahraničí existuje množství spolků a klubů podporujících turistiku naboso. V České republice působí od roku 2013 spolek Bosá turistika.